# Enrico Silvestri
Enrico Giuseppe Silvestri (ur. 12 maja 1896 w Turynie, zm. 24 czerwca 1977 w Rzymie) – włoski biathlonista i żołnierz.

## Kariera
Uczestniczył w zawodach sportowych w latach 20. i 30. XX wieku. W 1928 wystąpił na igrzyskach olimpijskich w Sankt Moritz, gdzie razem z kolegami zajął czwarte miejsce w zawodach pokazowych w patrolu wojskowym. Podczas rozgrywanych osiem lat później igrzyskach olimpijskich w Garmisch-Partenkirchen, wspólnie z Stefano Sertorellim, Luigim Perennim i Sisto Scilligo zwyciężył w kolejnych zawodach pokazowych w patrolu wojskowym. Benito Mussolini nagrodził każdego z członków drużyny kwotą 30 000 lirów.
Podczas II wojny światowej walczył w Brygadach Garibaldiego, wchodzących w skład włoskiego ruchu oporu. Dosłużył się stopnia podpułkownika (wł. Tenente Colonnello).